# 布拉帕农
布拉帕农（法語：Bras-Panon，法語發音：[bʁa panɔ̃]）是法国海外省留尼汪的一个市镇，属于圣伯努瓦区。

## 地理
布拉帕农（20°59'43"S, 55°40'34"E）面积88.55 平方千米，位于法国海外省留尼汪。
与布拉帕农接壤的市镇（或旧市镇、城区）包括：圣安德烈、圣伯努瓦、萨拉济。
布拉帕农的时区为UTC+04:00。

## 行政
布拉帕农的邮政编码为97412，INSEE市镇编码为97402。

## 政治
布拉帕农所属的省级选区为圣安德烈第三县。

## 人口

1962-2008年间布拉帕农人口变化图示

布拉帕农于2022年1月1日时的人口数量为13131人。